# 존 로버츠
존 글로버 로버츠 주니어(영어: John Glover Roberts, Jr., 1955년 1월 27일~)는 미국의 법조인으로, 현직 연방 대법원장이다.
2005년 9월 29일 윌리엄 렌퀴스트 대법원장의 후임으로 임명되었다.
1955년 1월 27일, 뉴욕주 버펄로에서 철강구조물 공장장의 아들로 태어났다. 로마 가톨릭 계열 기숙학교에서 고등학교를 졸업한 그는 1973년에 하버드 대학교에 진학하였다. 그는 역사학을 전공하였고 3년 안에 수마 쿰 라우데급의 최우수 성적으로 학사 과정을 졸업했다. 학부 졸업 후 곧바로 하버드 로스쿨로 진학하였고 재학 중 하버드 로리뷰(Harvard Law Review)의 편집위원장(managing editor)으로 활약했다. 1979년 그는 마그나 쿰 라우데급의 우수한 성적으로 J.D.(법무박사) 학위를 취득하며 로스쿨을 졸업했다.
로스쿨 졸업 후 연방 제2순회 항소법원 헨리 프렌들리(Henry Friendly) 판사의 재판연구원(law clerk)으로 1년간 일했고 1980년부터 1981년까지는 연방 대법원 윌리엄 렌퀴스트 대법관의 재판연구원으로 일했다. 1986년까지 다양한 공직에서 경험을 쌓은 그는 1986년부터 워싱턴 DC 로펌 호건 & 하트슨(Hogan & Hartson, 현재 Hogan Lovells)에서 어소시엇(associate) 변호사로 근무했다. 3년 후 그는 로펌을 떠나 1989년부터 1993년까지 조지 W. 부시 대통령 행정부의 부법무차관(Principal Deputy Solicitor General)으로 활동했다. 그 후 호건 & 하트슨에 파트너(partner) 변호사로 돌아와 총 39개의 연방 대법원까지 올라간 소송들을 맡았으며 그중 25개에서는 이겼다. 2001년 5월 10일 조지 W. 부시 대통령이 로버츠를 연방 DC순회 항소법원 판사로 임명했다. 2005년 7월 19일 샌드라 데이 오코너 대법관의 은퇴로 연방 대법원에 자리가 비게 되자 부시 대통령은 후임으로 로버츠를 연방 대법원 대법관으로 임명했고 같은 해 9월 3일에 윌리엄 렌퀴스트 대법원장이 죽자 부시 대통령은 로버츠를 대법원장으로 임명했다.